# Agenzia di Surat
L'Agenzia di Surat (in inglese: Surat Agency) era una agenzia dell'India britannica.

## Storia
Questa agenzia venne costituita sul finire del XIX secolo rimpiazzando l'Agenzia di Khandesh, dopo che la regione di Khandesh divenne ufficialmente l'Agenzia di Surat nel 1880. Attorno al 1900 i Dangs vennero incorporati e nel 1933 venne abolita e divenne parte dell'Agenzia di Baroda e Gujarat. 
Infine nel 1944, sul finire del British Raj, le agenzie di Baroda e Gujarat vennero unite all'Agenzia degli stati dell'India occidentale per formare la più estesa Agenzia degli Stati di Baroda, India Occidentale e Gujarat.
Il quartier general dell'agenzia di Surat era posto nella città di Surat, dove l'agente politico inviato dalla presidenza di Bombay era solito risiedere.

## Stati
L'agenzia includeva 3 stati principeschi e i Dangs.

### Salute States
- Sachin
- Bansda
- Dharampur

### I Dangs
I Dangs erano un gruppo di piccoli stati che oggi compongono il Distretto di Dang nello stato di Gujarat.
| Stato                           | Popolazione ('000); | Rendita (1881, Rs.) | Titolo del regnante locale. Note                                                   |
| ------------------------------- | ------------------- | ------------------- | ---------------------------------------------------------------------------------- |
| Dang Pimpri                     | 3,6                 | 3106                | 388 km²                                                                            |
| Dang Wadhwan                    | 0,253               | 147                 | ca. 12 km². Da non confondere con lo stato di Wadhwan la cui capitale era Wadhwan. |
| Dang Ketak Kadupada             | 0,218               | 155                 |                                                                                    |
| Dang Amala                      | 5,3                 | 2885; 1891: 5300    | Raja. 307 km²                                                                      |
| Dang Chinchli                   | 1,67; 1891: ca. 1,4 | 601                 | ca. 70 km²                                                                         |
| Dang Pimpladevi                 | 0,134               | 120                 | ca. 10 km²                                                                         |
| Dang Palasbishar (= Palasvihir) | 0,223               | 230                 | ca. 5 km²                                                                          |
| Dang Auchar                     | ca. 500             | 201                 | < 21 km²                                                                           |
| Dang Derbhauti                  | 4,891; 1891: ca. 5  | 3649                | Raja. 196 km²                                                                      |
| Dang Gadhavi (= Gadhi)          | 6,309               | 5125                | Raja.                                                                              |
| Dang Shivbara                   | 0,346               | 422                 | ca. 12 km²                                                                         |
| Dang Kirli (= Kirali)           | 0,167               | 512                 | 31 km²                                                                             |
| Dang Wasurna                    | 6,177               | 2275                |                                                                                    |
| Dang Dhude (= Bilbari)          | 1,45; 1891: 1418    | 85                  | < 5 km²                                                                            |
| Dang Surgana                    | 14                  | 11469               |                                                                                    |
| Machhali                        | 1.1;                | 4745                | 35                                                                                 |